# کالینزویل (کنتیکت)
کالینزویل (به انگلیسی: Collinsville) یک منطقهٔ مسکونی در ایالات متحده آمریکا است که در کنتیکت واقع شده‌است.